# Виноградовка (Дзержинский район)
Виногра́довка (бел. Вінагра́даўка) — деревня в составе Дзержинского сельсовета Дзержинского района Минской области Беларуси. Деревня расположена в 5 километрах от Дзержинска, 38 километрах от Минска и 3 километрах от железнодорожной станции Койданово.

## История
В послевоенное время входила к колхоз имени Дзержинского (центр — д. Петковичи). С 1960 года в состав Дзержинского сельсовета, в деревне проживали 70 жителей. По состоянию на 2009 год в составе СПК «Крутогорье-Петковичи».

## Население
| Численность населения (по годам) | Численность населения (по годам) | Численность населения (по годам) | Численность населения (по годам) | Численность населения (по годам) | Численность населения (по годам) | Численность населения (по годам) | Численность населения (по годам) |
| 1960                             | 1999                             | 2004                             | 2010                             | 2017                             | 2018                             | 2020                             | 2022                             |
| -------------------------------- | -------------------------------- | -------------------------------- | -------------------------------- | -------------------------------- | -------------------------------- | -------------------------------- | -------------------------------- |
| 70                               | ↘ 16                             | ↘ 13                             | ↗ 26                             | ↘ 8                              | → 8                              | → 8                              | ↘ 7                              |